# Pit Bukowski
Pour les articles homonymes, voir Bukowski (homonymie).
Pit Bukowski est un acteur allemand né le 30 novembre 1987.

## Filmographie sélective

### Cinéma
- 2009 : Dorfpunks de Lars Jessen : Sid Schick
- 2014 : Tape 13 d'Axel Stein : Vinzent
- 2014 : Entre deux mondes (Zwischen Welten) de Feo Aladag : Teckl
- 2014 : Der Samurai de Till Kleinert : le Samouraï
- 2015 : Als wir träumten d'Andreas Dresen : Fred
- 2016 : Wild de Nicolette Krebitz
- 2018 : Das Boot : Pips Luders
- 2022 : Le Renard et le Soldat (Der Fuchs) d'Adrian Goiginger : Jokesch